# مستقيم قاطع

المستقيم القاطع لمستقيمين متوازيين a وb

في الهندسة الرياضية، يطلق اسم المستقيم القاطع على المستقيم الذي يمر خلال مستقيمين أو أكثر يقعان في مستوي واحد عند نقاط مختلفة.
في الهندسة الإقليدية إذا كان المستقيمان a وb متوازيان وكان المستقيم t مستقيم قاطع لهما، فإن الزوايا التي تتشكل عند نقاط التقاطع تكون متطابقة.
العلاقات بين المستقيمات والمستويات:
التوازي والتخالف 
المستقيمان المتوازيان:مستقيمين لا يتقاطعان أبداً ويقعان في المستوى نفسه.
المستقيمين المتخالفان:مستقيمين لا يتقاطعان ولا يقعان في المستوى نفسه.
المستويان المتوازيان:مستويان غير متقاطعين.
القاطع:المستقيم الذي يقطع مستقيمين أو أكثر في المستوى نفسه وفي نقاط مختلفه.
علا قات أزواج الزوايا الناتجة عن القاطع :
زوايا داخليه:زوايا تكون في المنطقة بين المستقيمين.مثل :الزوايا 3,4,5,6.
زوايا خارجيه:زوايا ليست بين مستقيمين تكون في الأطراف.مثل:الزوايا 1,2,7,8.
الزاويتين المتحالفتان:زاويتان داخليتان واقعتان في جهة واحدة من القاطع.مثل:الزوايا4و5, 3و6.
الزوايا المتبادله داخليا:زاويتان داخليتان غير متجاورتين تقعان في جهتين مختلفتين من القاطع .مثل الزوايا:3و5, 4و6.
الزاويتين المتبادلتان خارجيا:زاويتان خارجيتان غير متجاورتين تقعان في جهتين مختلفتين من القاطع.مثل الزوايا:1و7, 2و8.
الزاويتين المتناظرتان:هما زاويتان تقعان في جهة واحدة من القاطع وفي الجهة نفسها من المستقيمين.مثل الزوايا:1و5, 2و6 3و7, 4و8.